# جنگ زمان (دکتر هو)
جنگ زمان که بیشتر به عنوان آخرین جنگ بزرگ زمان نامیده می‌شود کلمه ایست که با سریال علمی-تخیلی در طول پنجاه سال همواره همراه بوده است. این جنگ به درگیری اربابان زمان با دالک‌ها برمی گردد که در نهایت باعث نابودی هر دو نژاد می‌گردد.